# Chechen Khan Soloj
Der Chechen Khan Soloj (gestorben 1655) (auch: Shului, reg. 1629–1655) war ein Khan der Khalka-Mongolen, der sich mit dem unaufhaltsamen Aufstieg des Mandschu-Reiches konfrontiert sah.
Soloj schickte 1634/35 Gesandte zu Huang Taiji, um Beziehungen aufzunehmen, und bekam als Antwort 1636 die Drohung, seinen Pferdehandel mit den Chinesen einzustellen, ansonsten könne es ihm wie dem Ligdan Khan ergehen. Das ignorierte er, sandte aber ab 1636 gemeinsam mit dem Tüsiyetü Khan Gombodorz acht weiße Pferde und ein weißes Kamel (die „Neun Weißen“) an den Mandschu-Herrscher Huang Taiji und entrichtete somit einen symbolischen Tribut.  
Im Jahr 1640 gingen seine beiden Söhne Erdene und Dalaj als seine Vertreter zu dem großen Fürstentreffen am Imil-Fluss (bzw. im Tarbagatai-Gebiet), auf dem vierundvierzig Fürsten eine gemeinsame Politik festzulegen versuchten. Anwesend waren u. a. der Tüsiyetü Khan Gombodorz und der Jasaktu-Khan Suvdaj von den Khalka, Erdeni Ba'atur Qungtayiji von den Dschungaren, Gushri Khan von den Choschuten und Khu Urluk von den Torguten (alle drei Oirat) sowie Vertreter des Dalai Lama. 
1646 flüchtete ein mongolischer Schwiegersohn des Mandschu-Kaisers mit seinen Leuten zu Soloj, was zum Krieg führte. Die Truppen von Soloj und des Tüsiyetü Khan Gombodorz stellten sich den Mandschu entgegen und erlitten eine Niederlage. Trotz des Erfolges hielten die Mandschu eine Fortsetzung des Krieges zu diesem Zeitpunkt (die Anhänger der gestürzten Ming-Dynastie gaben sich in China z. B. noch immer nicht geschlagen) für unzweckmäßig, weil sie Schwierigkeiten mit der Logistik hatten. 1648 boten die Khane Frieden an, lehnten aber die Bedingungen der Mandschu (Söhne als Geiseln) ab. Stattdessen tauschte Soloj Gesandte mit dem Zarenreich (1647/8). 
Sein Nachfolger wurde 1655 Bavuu, der auf die Forderungen der Mandschu einging. Von einem wirklichen Anschluss der Khalka an das Mandschu-Reich konnte aber in den folgenden Jahrzehnten noch keine Rede sein. 